# Bendel Insurance
Der Bendel Insurance Football Club, auch als Insurance of Benin Football Club bekannt, ist ein nigerianischer Fußballverein aus Benin City. Gegründet wurde der Klub als Vipers of Benin.

## Geschichte
Die Versicherten (englisch: Insurance = Versicherung) gehörten 1972 zu den Gründern der Nigerianischen Premier League. Noch im gleichen Jahr wurde der nigerianische Pokal gewonnen. Nach einem 2:2 im Hinspiel konnte das Team im Rückspiel die Mighty Jets mit 3:2 besiegen und den ersten Vereinserfolg sicherstellen. Bereits ein Jahr nach Gründung der Liga wurde der erste Meistertitel gewonnen. Dieser berechtigte zur Teilnahme am African Cup of Champions Clubs (deutsch Afrikapokal der Landesmeister), dem wichtigsten afrikanischen Vereinsfußballwettbewerb. Dort schaffte man es bis in die zweite Runde. 1978 stand die Mannschaft wieder im Endspiel um den Pokal. Auch dieses Mal konnte man sich durchsetzen und man gewann mit 3:0 gegen die Rangers International. Wie schon sechs Jahre zuvor wurde ein Jahr nach dem Pokalgewinn die Meisterschaft perfekt gemacht. Dieser Erfolg von 1979 war der bisher letzte innerhalb der Liga. Der letzte große Triumph auf nationaler Ebene war der dritte Pokalendspiel-Sieg gegen Stationery Stores. Auch im Folgejahr schaffte es Bendel bis ins Finale, musste sich aber den Rangers International geschlagen geben. Lange mussten die Fans auf weitere nationale Erfolge warten. Doch die blieben weitestgehend aus. Zwischen 1993 und 1995 konnte Bendel die West-Afrikanische Klub-Meisterschaft drei Mal in Folge gewinnen. International erregte das Team nochmals Aufmerksamkeit, als man 1994 das Finale um den CAF Cup erreichte. Dort musste man sich mit dem angolanischen Vertreter Estrela Clube Primeiro de Maio auseinandersetzen. Nach einer 0:1-Hinspielschlappe gewann die Truppe das zweite Spiel souverän mit 3:0. 2006 stand die Mannschaft noch einmal im Finale des nationalen Cups. Doch wie bereits 1980 musste man sich diesmal gegen Dolphins FC geschlagen geben. Nach 90 Minuten stand es 2:2. Die Niederlage wurde durch ein 3:5 im Elfmeterschießen besiegelt. Zur Saison 2007/08 folgte der große Absturz, als man durch Platz 20 in der Liga den Gang in die zweite Liga antreten musste. In der Saison 2019 ereilte dem Verein das gleiche Schicksal und man musste als Aufsteiger erneut den Gang in die zweitklassige  National League antreten.

## Erfolge
- Nigeria Professional Football League: 1973, 1979
- Nigeria FA Cup: 1972, 1978, 1980, 2023
- CAF Cup: 1994
- WAFU Club Cup: 1993, 1994, 1995

## Stadion
Ihre Heimspiele trägt die Mannschaft im 1.000 Zuschauer fassenden Uniben Sport Complex aus. Vorher war das Samuel-Ogbemudia-Stadion (20.000 Plätze) die Heimat des Vereins.

## Ehemalige Spieler
- Julius Aghahowa (1995–1999)
- Joseph Akpala
- Emeka Ifejiagwa
- Peter Odemwingie
- Wilson Oruma
- John Owoeri (2004–2005)